# Чарлі Паркер
Чарлі «Птах» Паркер (англ. Charles "Bird" Parker, Jr.; 29 серпня 1920 — 12 березня 1955) — американський джазовий саксофоніст і композитор. На початку кар'єри в нього було прізвисько Yardbird, що потім скоротилося до Bird (в пер. з англ. Птах). Це прізвисько часто використалося в назві його творів, наприклад «Yardbird Suite» і «Bird Feathers». На честь його названий нью-йоркський клуб Birdland, а також твори інших композиторів.

## Біографія

### Ранні роки
Чарлз Паркер народився в 1920 році в негритянському кварталі Канзас-Сіті. Батько був водевільним артистом, мати — медсестрою. Чарлі вчився в школі, де був великий оркестр і перші музичні враження пов'язані з грою на духовому баритоні й кларнеті. Вже в шкільні роки Чарлі захоплювався джазом, доленосним у його житті став подарунок матері — альт-саксофон.
У віці 15 років Чарлі кидає навчання у школі і починає серйозно займатися джазом. Серед кумирів Ч.Паркера — видатний саксофоніст Лестор Янг. В ці роки Чарлі грає у різних джаз-бендах, подорожує в Чикаго та Нью-Йорк, з 1938 протягом трьох років грає в оркестрі Джея Мак-Шенна, з яким були здійснені його перші записи. Слід зазначити, що вже в ранні роки Чарлі Паркер шукав свою, неповторну манеру виконання.
| "Я був по горло ситий стереотипними гармоніями, якими всі користувалися. Я постійно думав про те, що повинно ж існувати щось інше. Я чув це, але не міг зіграти ... Я довго імпровізував на тему Cherokee і раптом помітив, що вибудовуючи мелодію з верхніх інтервалів акордів і придумуючи на цій основі нові гармонії, мені раптом вдалося зіграти те, що постійно було в мені. Я немов заново народився". | — писав Чарлз Паркер.
У 15-річному віці Чарлі одружився з 19-річною Реббекою Раффінг — проте шлюб був швидкоплинним і невдалим, як і наступні. У 17 років Ч. Паркер вперше стає батьком. В ті ж роки він знайомиться із наркотиками.

### Бібоп
1939 року Паркер оселяється у Нью-Йорку. Тут він продовжує свою кар'єру, проте підробляє і на інших роботах. Зокрема він працює мийником посуду в ресторані, де в ті часи виступав піаніст Арт Татум. Манера цього піаніста дещо вплинула на пізній стиль Чарлі Паркера, зокрема в блискучих швидких арпеджіо та витонченому використанні гармонії.
Початок 1940-х років вважається епохою народження нового джазового стилю — бі-бопу. В ці роки в клубі «Minton's Playhouse» збираються музиканти, з іменами яких пов'язано зародження цього напрямку. Це — трубач Діззі Гілеспі, піаніст Телоніус Монк, гітарист Чарлі Крістіан, барабанщики Макс Роуч та Кенні Кларк. В цей час Чарлі Паркер грав головним чином у клубі «Uptown House», де його й почули однодумці. Зокрема Кенні Кларк високо оцінив творчість Паркера:
| Берд грав щось нечуване. Він грав фрази, які, як мені здавалося, придумав я сам для ударних. Він грав у два рази швидше Лестера Янга й у таких гармоніях, які Янгу й не снилися. Берд ішов по нашій же дорозі, але набагато випередив нас. Навряд чи він знав ціну своїм знахідкам. Це була просто його манера грати джаз, це була частина його самого. |
1942 року залишає МакШенна. В цьому ж році Чарлі Паркер грає в симфоджазі Нобла Сисла на кларнеті, 1943 — в оркестрі у піаніста Ерла Хайнса, в 1944 — Біллі Екстайна. У лютому — березні 1945 Чарлі Паркер записує серію платівок з Діззі Гілеспі, які яскраво репрезентували новий стиль джазу — бібоп. Не менш яскравим етапом стали записи у листопаді цього ж року фірмами «Dial Records», а також «Savoy Records».

### Залежність
Ще підлітком, Паркер потрапив у наркотичну залежність під час перебування в лікарні після автомобільної аварії, він призвичаївся до героїну. Героїн переслідував його все життя і став однією з причин його смерті. Пристрасть до наркотиків призводила до того, що він пропускав виступи. Його нерідко звільняли за появу в одурманеному стані. Щоб якось здобувати гроші на наркотики він часто підзаробляв грою на вулицях. Доля Паркера є одним з прикладів тісного зв'язку між наркотиками і джазом тих часів.
Попри те, що він записав кілька прекрасних речей в той період, його поведінка ставала чим далі більш непередбачуваною. Після арешту дилера Паркера роздобувати героїн стало важко, і заради компенсації він починає безпробудно пити. Історія створення альбому Dial 1946 дає докази критичного стану Паркера. Перед записом саксофоніст випив десь біля кварти віскі. Судячи з альбому Bird on Dial Volume 1, Паркер пропустив більшу частину двох тактів свого першого соло, «Max is making wax». Коли він нарешті вступає, то розкочується і крутиться навколо осі, це погано впливає на якість запису через обмежені можливості студійного мікрофона. В наступній пісні, «Lover Man» Ross Russell мусив утримувати Паркера перед мікрофоном. В останньому треці записаному в той вечір, Паркер починає соло з перших восьми тактів. На його наступних восьми тактах, тим не менш, Паркер почав пручатися, і Говард Макгі, що виконував партію на трубі, не витримав і крикнув Паркеру, «Дуй!». Вигук Макгі залишився на платівці. Деякі критики, включаючи Чарльза Мінгуса, вважають цю версію «Lover Man» одним із найкращих записів, незважаючи на технічні недоліки. Однак Паркер ненавидів цей запис і ніколи не пробачав своєму продюсеру Россу Расселу його випуску (він перезаписав пісню у 1953, цього разу виконавець був у якнайкращій формі, та цій версії бракувало емоційності порівняно з попередньою).
У ніч після запису «Lover Man» Паркер пив у кімнаті готелю. Він спускався до холу готелю абсолютно голим декілька разів за ніч і просив зателефонувати. Тої ж ночі він підпалив сигаретою матрац у своїй кімнаті, потім побіг через хол готелю в самих лише шкарпетках. Після цього його заарештували та посадили до психологічної клініки на шість місяців.
Після виходу з лікарні Паркер трохи оправився, можливо, внаслідок цього написав декілька найкращих своїх творів. Перед тим, як залишити Каліфорнію він записав "Relaxin' at Camarillo, " (Camarillo — назва клініки де він лікувався). Повернувшись до Нью-Йорку і записавши велику кількість платівок, Паркер опинився на вершині своєї кар'єри. Багато з цих платівок були записані «класичним квінтетом» до складу якого входили трубач Майлз Девіс і барабанщик Макс Роуч.

### Пізні роки
У 1946 році Чарлі Паркер пережив психічну кризу, викликану зловживанням алкоголем і героїном. Він потрапляє у лікарню Камарілло, в якій перебуває кілька місяців. Проте, 1947 року Чарлі Паркеру вдається повернутися до творчої діяльності. Він виступає у квінтеті, до складу якого входять трубач Майлз Девіс та барабанщик Макс Роуч. 1948 року Берда було названо музикантом року в анкеті журналу «Метроном». 1949 року Ч.Паркер здійснює тріумфальну подорож до Парижу, Лондона та країн Скандинавії.
Пізніші записи зі струнним оркестром принесли Паркеру визнання та матеріальне забезпечення, проте дали додатковий привід для стресів. Ці записи відвернули від Паркера деяких його шанувальників, що тепер звинувачували музиканта в комерціалізації. Приблизно в цей час Ч. Паркер знову потрапляє під наркотичну, а пізніше — алкогольну залежність. Двічі намагається вчинити самогубство.
1954 року померла дворічна дочка Паркера — Прі. Через психологічну неврівноваженість з Паркером відмовляються працювати Нью-Йоркські клуби. Останній виступ Чарлі Паркера перед аудиторією відбувся 5 березня 1955 р. у присвяченому Чарлі клубі «Birdland» («Країна птаха»). Проте цей виступ закінчився скандалом: у черговому нападі люті Паркер розігнав усіх музикантів і перервав виступ. Господарі клубу відмовилися надалі мати з ним справу.
12 березня 1955 року Чарлі Паркер помер у будинку його багатої шанувальниці, баронеси де Кенігсвартер, що став його останнім притулком. Офіційною причиною смерті вважають цироз печінки та виразку шлунку.

## Дискографія
- 1945 Bird, Diz, Bud, Max Savoy

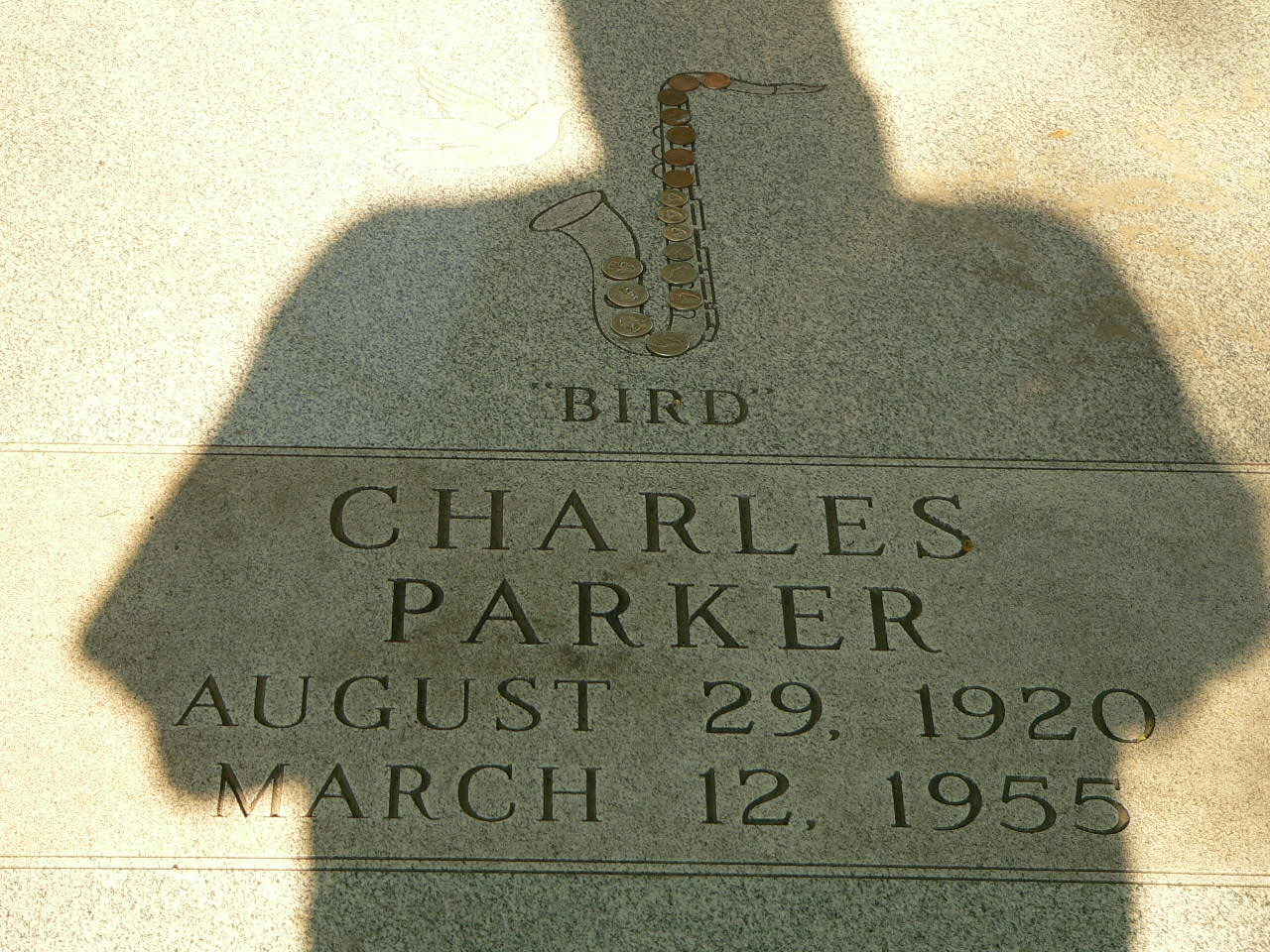
Могила Чарлі Паркера на цвинтарі Лінкольн

- 1949 The Genius of Charlie Parker, Vol. 3: Now's… Verve
- 1950 The Genius of Charlie Parker, Vol. 4: Bird… Verve
- 1950 Bird & Diz [Verve] Verve
- 1950 Bird and Diz Verve
- 1950 The Genius of Charlie Parker, Vol. 1: Night… Verve
- 1950 Charlie Parker Sextet Dial
- 1951 The Genius of Charlie Parker, Vol. 8:… Verve
- 1951 The Genius of Charlie Parker, Vol. 6: Fiesta Verve
- 1952 The Genius of Charlie Parker, Vol. 3: Now's…
- 1953 Charlie Parker Plays South of the Border Mercury
- 1953 Yardbird: DC-53 VGM
- 1953 Quintet of the Year Debut
- 1953 One Night in Washington Elektra
- 1954 The Genius of Charlie Parker, Vol. 5: C.P…. Verve

## Висловлювання
| "Музика - це твій власний досвід, твоя мудрість, твої думки. Якщо ти не живеш нею, то із твого інструмента ніколи нічого не вийде. Нас учать, що в музики є свої певні межі. Але мистецтво не має меж... |